# 46727 Hidekimatsuyama
46727 Hidekimatsuyama este un asteroid din centura principală de asteroizi.

## Descriere
46727 Hidekimatsuyama este un asteroid din centura principală de asteroizi. A fost descoperit pe 30 septembrie 1997 la Nanyo de Tomimaru Okuni. Asteroidul prezintă o orbită caracterizată de o semiaxă mare de 2,93 ua, o excentricitate de 0,10 și o înclinație de 1,0° în raport cu ecliptica.